# Leave It Alone
«Leave It Alone» es una canción de la cantante estadounidense y vocalista de Paramore, Hayley Williams. Se lanzó el 30 de enero de 2020 a través de Atlantic Records, como el segundo sencillo de su álbum debut, Petals for Armor. La canción fue escrita por Williams y Joseph Howard.

## Antecedentes
El 22 de enero de 2020, Williams anunció su primer EP en solitario, Petals for Armor I, junto con la fecha de su lanzamiento, lanzó su sencillo principal «Simmer», acompañado de su video musical, posteriormente estrenó un video titulado "Simmer Interlude", que provocó una secuela de la canción.
Tras su lanzamiento, en una declaración que acompañaba el anuncio del álbum, dijo que el proyecto "se benefició de un poco de ingenuidad musical y crudeza" y dijo que era producto de la experimentación. "Estoy emocionada de permitir que las personas experimenten un lado diferente de mí mismo con el que solo recientemente me he familiarizado", agregó.

## Composición
«Leave It Alone» fue escrita por Hayley Williams y Joseph "Joey" Howard mientras Taylor York estuvo a cargo de la producción. La pista corre 89 BPM y está en la clave de Re menor. La producción de la canción se ha comparado con los temas de Radiohead y ha sido descrita como una canción de indie pop y dark pop.

## Vídeo musical
El video musical de «Leave It Alone» fue dirigido por Warren Fu y sirve como secuela de su predecesor sencillo «Simmer». Se estrenó el mismo día del lanzamiento del tema. Otro video musical, «Leave It Alone Interlude», se estrenó el 3 de febrero de 2020.

## Historial de lanzamiento
| País   | Fecha               | Formato                     | Discográfica       | Ref   |
| ------ | ------------------- | --------------------------- | ------------------ | ----- |
| Varios | 30 de enero de 2020 | Descarga digital, Streaming | Interscope Records | [ 4 ] |